# Aleksej Lucenko
Aleksej Aleksandrovič Lucenko (trasl. angl.: Alexey Lutsenko, in russo Алексей Александрович Луценко?; Petropavl, 7 settembre 1992) è un ciclista su strada kazako che corre per il team Israel-Premier Tech. Professionista dal 2013, ha vinto il campionato del mondo 2012 Under-23 in linea a Valkenburg, tre campionati nazionali in linea e tre a cronometro, oltre a una tappa al Tour de France e una alla Vuelta a España.

## Palmarès

### Strada

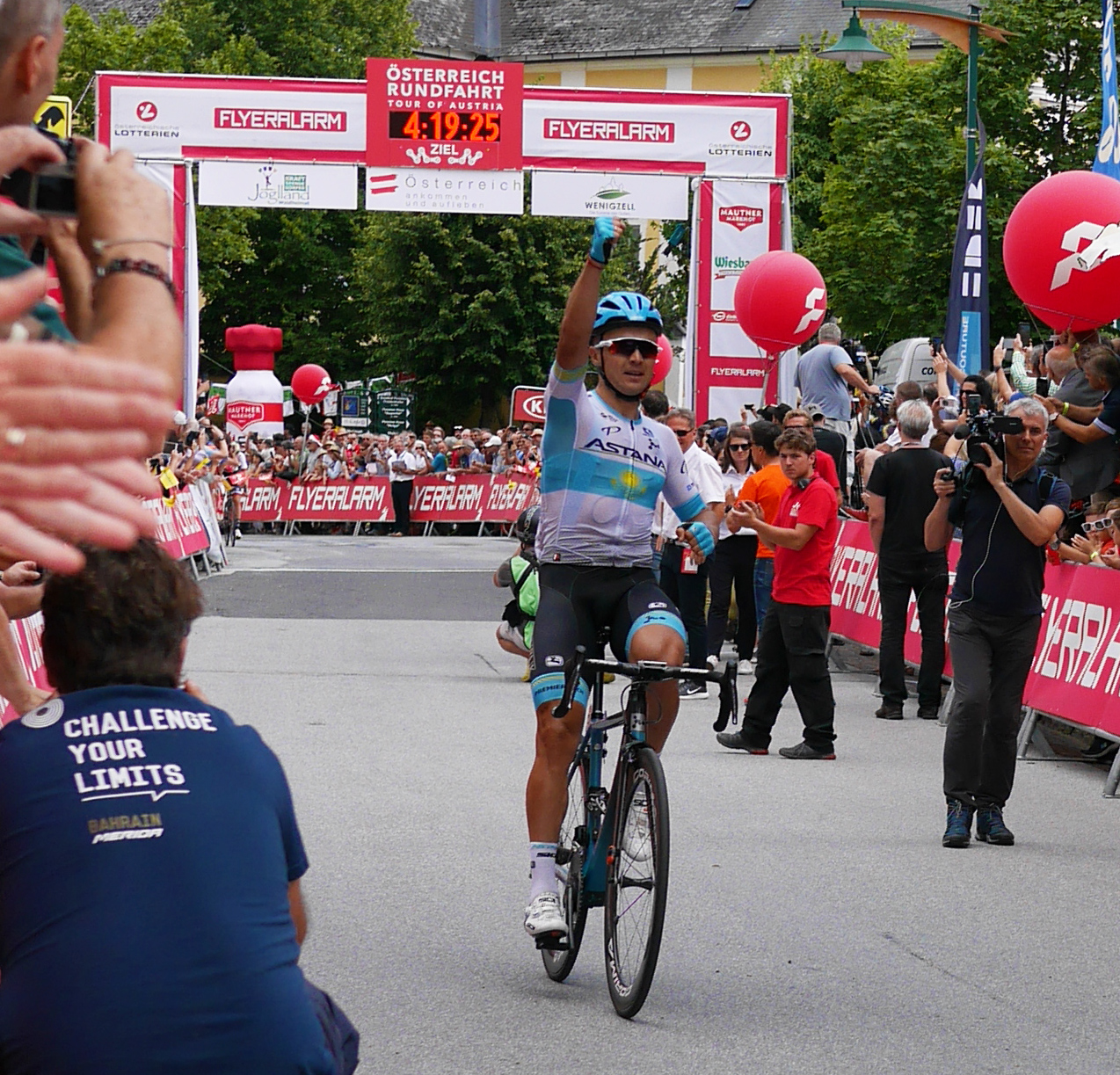
Lucenko celebra la vittoria in solitaria a Wenigzell, sesta tappa dell'Österreich-Rundfahrt 2018

- 2010 (Juniores)

Campionati asiatici, Prova in linea Junior
2ª tappa 3-Etappen-Rundfahrt (Francoforte sul Meno > Wiesbaden)
- 2012 (Continental Team Astana)

5ª tappa Giro della Valle d'Aosta (Aigle > Châtel)
5ª tappa Tour de l'Avenir (Rognaix > Les Saisies)
1ª tappa, 2ª semitappa Tour de Bulgarie (Zlatica > Trojan)
Campionati del mondo, Prova in linea Under-23
- 2014 (Astana Pro Team, tre vittorie)

5ª tappa Giro di Danimarca (Middelfart > Middelfart, cronometro)
Giochi asiatici, Prova a cronometro
Tour of Almaty
- 2015 (Astana Pro Team, tre vittorie)

8ª tappa Giro di Svizzera (Berna > Berna)
Campionati kazaki, Prova a cronometro
Tour of Almaty
- 2016 (Astana Pro Team, quattro vittorie)

5ª tappa Parigi-Nizza (Saint-Paul-Trois-Châteaux > Salon-de-Provence)
Tour of Almaty
8ª tappa Tour of Hainan (Sanya > Qiongzhong)
Classifica generale Tour of Hainan
- 2017 (Astana Pro Team, tre vittorie)

5ª tappa Vuelta a España (Benicasim > Alcossebre)
1ª tappa Tour of Almaty (Almaty > Almaty)
Classifica generale Tour of Almaty
- 2018 (Astana Pro Team, sei vittorie)

Classifica generale Tour of Oman
Campionati kazaki, Prova in linea
6ª tappa Österreich-Rundfahrt (Knittelfeld > Wenigzell)
Giochi asiatici, Prova in linea
Giochi asiatici, Prova a cronometro
4ª tappa Giro di Turchia (Marmaris > Selçuk)
- 2019 (Astana Pro Team, dieci vittorie)

2ª tappa Tour of Oman (Royal Cavalry Oman > Al Bustan)
3ª tappa Tour of Oman (Shati Al Qurum > Qurayyat)
5ª tappa Tour of Oman (Samail > Jabal Al Akhdhar)
Classifica generale Tour of Oman
4ª tappa Tirreno-Adriatico (Foligno > Fossombrone)
Campionati kazaki, Prova a cronometro
Campionati kazaki, Prova in linea
Classifica generale Arctic Race of Norway
Coppa Sabatini
Memorial Marco Pantani
- 2020 (Astana Pro Team, una vittoria)

6ª tappa Tour de France (Le Teil > Monte Aigoual)
- 2021 (Astana-Premier Tech, due vittorie)

4ª tappa Giro del Delfinato (Firminy > Roche-la-Molière, cronometro)
Coppa Agostoni
- 2022 (Astana Qazaqstan Team, una vittoria)

Clásica Jaén Paraiso Interior
- 2023 (Astana Qazaqstan Team, nove vittorie)

4ª tappa Giro di Sicilia (Barcellona Pozzo di Gotto > Giarre)
Classifica generale Giro di Sicilia
Campionati kazaki, Prova a cronometro
Campionati kazaki, Prova in linea
Circuito de Getxo
Memorial Marco Pantani
Giochi asiatici, Prova a cronometro
3ª tappa Giro di Turchia (Fethiye > Babadağ)
Classifica generale Giro di Turchia
- 2024 (Astana Qazaqstan Team, due vittorie)

3ª tappa Giro d'Abruzzo (Pratola Peligna > Prati di Tivo)
Classifica generale Giro d'Abruzzo

#### Altri successi
- 2014 (Astana Pro Team)

Classifica a punti Giro di Danimarca
- 2017 (Astana Pro Team)

Campionati asiatici, Cronosquadre
Classifica a punti Tour of Almaty
- 2018 (Astana Pro Team)

Classifica generale UCI Asia Tour
- 2019 (Astana Pro Team)

Classifica a punti Tour of Oman
Classifica scalatori Tirreno-Adriatico
Classifica a punti Arctic Race of Norway
Classifica generale UCI Asia Tour
- 2020 (Astana Pro Team)

Classifica a punti Tour de la Provence
Classifica generale UCI Asia Tour
- 2021 (Astana-Premier Tech)

Classifica generale UCI Asia Tour
- 2022 (Astana Qazaqstan Team)

Classifica generale UCI Asia Tour
- 2023 (Astana Qazaqstan Team)

Classifica generale UCI Asia Tour
- 2024 (Astana Qazaqstan Team)

Classifica a punti Giro d'Abruzzo
Classifica scalatori Giro d'Abruzzo
Classifica generale UCI Asia Tour

### Gravel
- 2021 (Astana-Premier Tech, una vittoria)

Serenissima Gravel

## Piazzamenti

### Grandi Giri
- Giro d'Italia

2018: 87º
2024: non partito (9ª tappa)
- Tour de France

2013: ritirato (18ª tappa)
2016: 62º
2017: 71º
2019: 19º
2020: 46º
2021: 7º
2022: 8º
2023: 40º
2024: ritirato (17ª tappa)
2025: 92º
- Vuelta a España

2014: 100º
2017: 75º
2022: 70º

### Classiche monumento
- Milano-Sanremo

2014: ritirato
2015: 57º
2017: 24º
2018: 107º
2020: 54º
2024: 114º
- Giro delle Fiandre

2015: 22º
2016: 14º
2017: 47º
2018: ritirato
- Liegi-Bastogne-Liegi

2013: ritirato
2014: ritirato
2017: 98º
2019: ritirato
2021: 89º
2023: ritirato
2024: 8º
2025: 40º
- Giro di Lombardia

2021: ritirato

### Competizioni mondiali
- Campionati del mondo

Mosca 2009 - In linea Juniores: ritirato
Offida 2010 - In linea Juniores: 18º
Offida 2010 - Cronometro Juniores: 28º
Copenaghen 2011 - In linea Under-23: 76º
Limburgo 2012 - Cronometro Under-23: 18º
Limburgo 2012 - In linea Under-23: vincitore
Toscana 2013 - Cronometro Elite: 48º
Toscana 2013 - In linea Elite: ritirato
Ponferrada 2014 - Cronosquadre: 12º
Richmond 2015 - Cronosquadre: 8º
Richmond 2015 - Cronometro Elite: 36º
Richmond 2015 - In linea Elite: 63º
Doha 2016 - Cronosquadre: 9º
Doha 2016 - In linea Elite: ritirato
Bergen 2017 - Cronosquadre: 11º
Bergen 2017 - Cronometro Elite: 28º
Bergen 2017 - In linea Elite: 9º
Innsbruck 2018 - Cronosquadre: 10º
Innsbruck 2018 - Cronometro Elite: 13º
Innsbruck 2018 - In linea Elite: 36º
Yorkshire 2019 - Cronometro Elite: 25º
Yorkshire 2019 - In linea Elite: ritirato
Imola 2020 - In linea Elite: non partito
Wollongong 2022 - Cronometro Elite: 27º
Wollongong 2022 - In linea Elite: 24º
Glasgow 2023 - In linea Elite: 49º
- Giochi olimpici

Tokyo 2020 - In linea: 21º
Tokyo 2020 - Cronometro: 32º
Parigi 2024 - In linea: 52º
- UCI World Tour/UCI World Ranking

UCI World Tour 2014: 152º
UCI World Tour 2015: 162º
UCI World Ranking 2015: 196º
UCI World Tour 2016: 180º
UCI World Ranking 2016: 180º
UCI World Tour 2017: 91º
UCI World Ranking 2017: 62º
UCI World Tour 2018: 96º
UCI World Ranking 2018: 48º
UCI World Ranking 2019: 22º
UCI World Ranking 2020: 75º
UCI World Ranking 2021: 39º
UCI World Ranking 2022: 147º
UCI World Ranking 2023: 46º
UCI World Ranking 2024: 187º